# Conférence de Cali de 2024 sur la biodiversité
Pour les articles homonymes, voir COP 16.
La conférence de Cali de 2024 sur la biodiversité, ou COP 16, est une conférence internationale organisée par l'Organisation des Nations unies qui s'est déroulée du 21 octobre au 1er novembre 2024 à Cali, en Colombie. Cette 16e conférence des Parties (d'où son acronyme) a réuni les pays signataires de la Convention sur la diversité biologique (CDB), un traité international adopté lors du sommet de la Terre à Rio de Janeiro en 1992.
Cet évènement intervient deux ans après la signature par 196 pays du Cadre mondial de la biodiversité de Kunming à Montréal en 2022, qui prévoit de protéger à l'horizon 2030 au moins 30 % des terres, des eaux intérieures et des zones côtières et marines et de restaurer de 30 % des écosystèmes dégradés ; ses principaux objectifs étaient d'examiner les engagements des différents pays, de préciser les financements ainsi que les mécanismes de partage des avantages issus de la biodiversité. 
La dernière séance plénière a duré toute la nuit (du 1er au 2 novembre), sans réussir à trouver un consensus (et le quorum des pays représentés n'était plus atteint pour qu'une décisions soit possible). La conférence s'est conclue  par le report de l'adoption de plusieurs décisions importantes sur le cadre de suivi et d'évaluation du cadre mondial de la biodiversité, ainsi que sur la stratégie pour générer 200 milliards de dollars d'ici à 2030 (cible 19) pour la biodiversité.
Deux avancées majeures sont toutefois soulignées par les observateurs :  la création d'un organe représentant les peuples autochtones et la création d'un nouveau fonds mondial (« fonds Cali ») pour un partage équitable des ressources génétiques issues de la biodiversité (même si l'efficacité de celui-ci reste à prouver puisqu'il doit être alimenté par des contributions volontaires et non obligatoires des groupes cosmétiques et pharmaceutiques faisant des bénéfices en la matière).

## Organisation

### Date et lieu
La Turquie, pressentie initialement pour organiser la 16ème conférence des parties, renonce en juillet 2023 du fait des trois séismes destructeurs qui se sont produits en février 2023 et de la situation catastrophique qui en a résulté. L'UNCBD le notifie aux Parties dans un communiqué le 31 juillet 2023.
Le 11 décembre 2023, la Colombie propose d'accueillir la COP16 de la CNUDB du 21 octobre au 1er novembre 2024. L'annonce officielle a été faite par la ministre de l'Environnement et du Développement durable Susana Muhamad.
Le 20 février 2024, le président colombien Gustavo Petro annonce que Cali est choisie pour accueillir l'évènement après un mois de compétition avec Bogota. L'évènement se déroulera au Valle del Pacífico Events Centre. Le président a également souligné, parmi les raisons du choix de Cali, sa situation géographique, puisqu'elle est entourée par la région colombienne du Pacifique, qui est l'une des régions les plus riches en biodiversité de la planète et du monde. Le maire de Cali, Alejandro Eder (en), a suivi la retransmission en direct de l'annonce et s'est félicité de la décision du gouvernement, affirmant qu'il s'agissait de l'événement le plus important pour la ville depuis de nombreuses années.

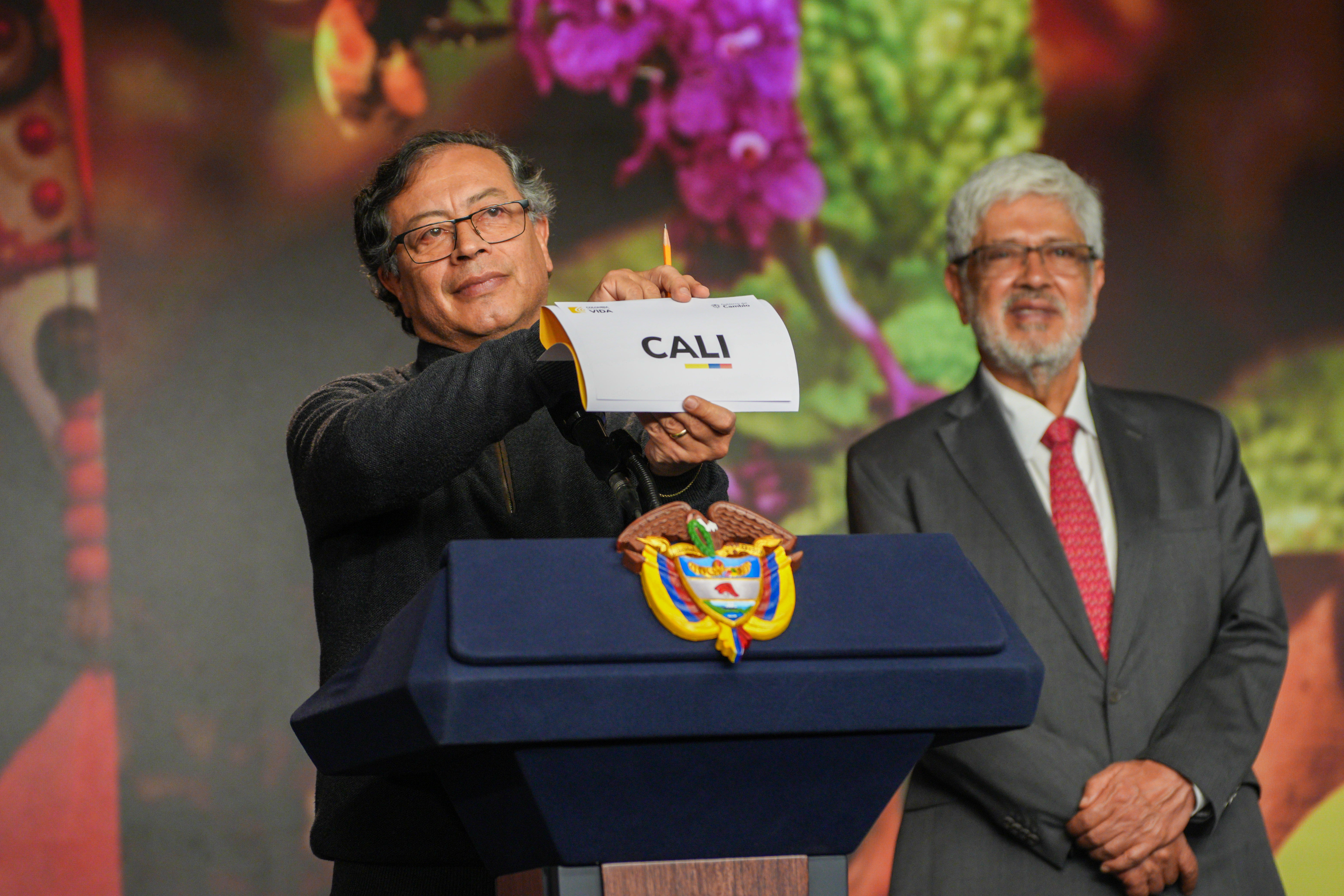
Le président Gustavo Petro annonçant que Cali est retenue.
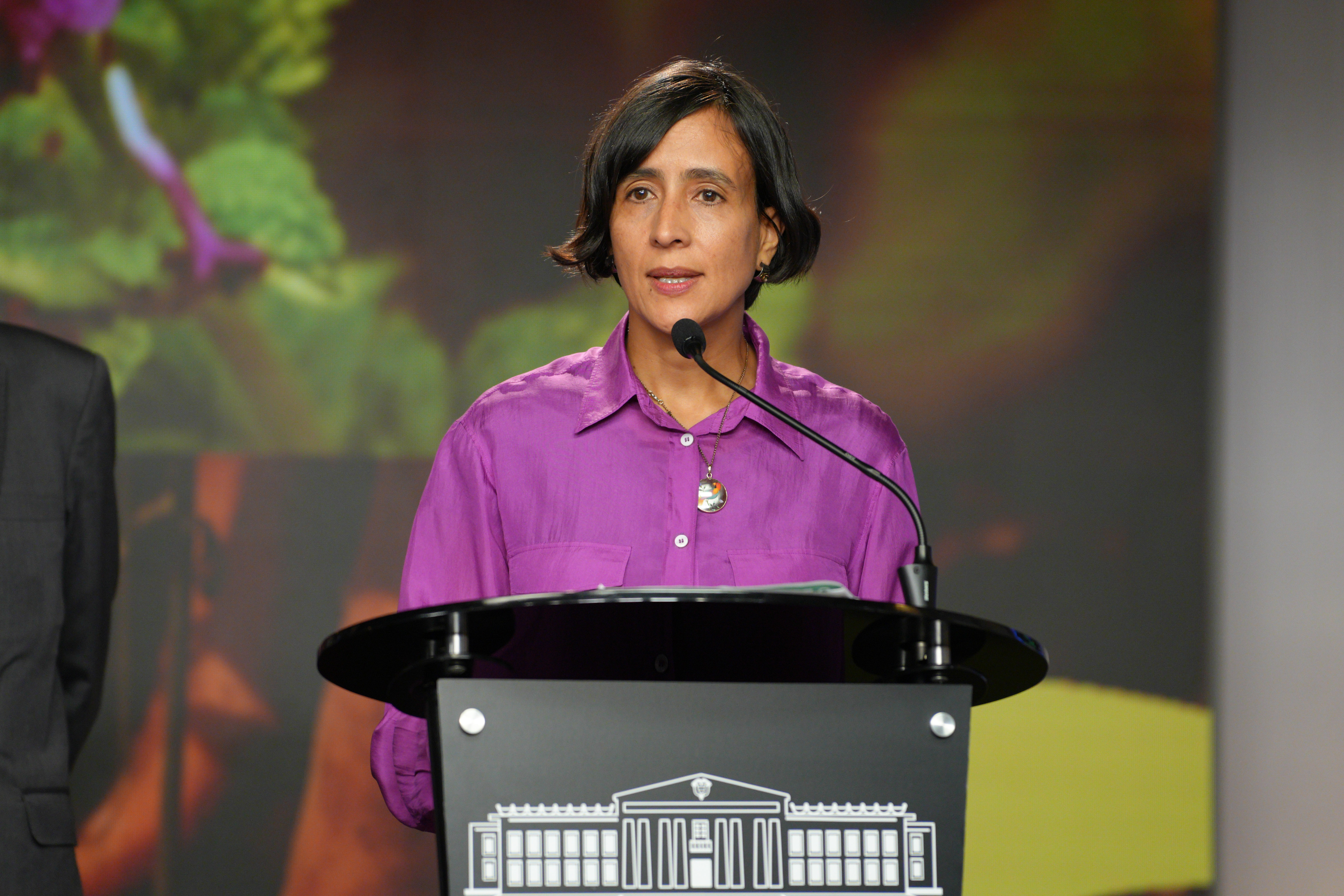
Intervention de Susana Muhamad, ministre de l'Environnement et du Développement soutenable de Colombie.
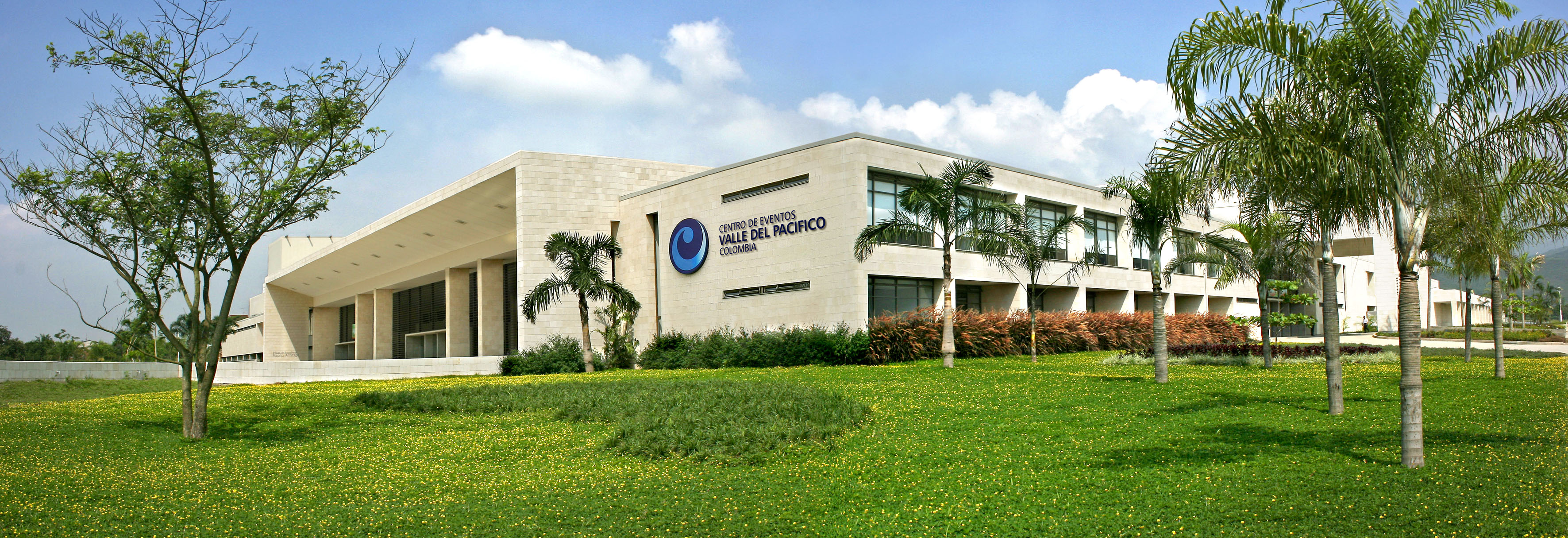
Centre des congrès « Valle del Pacifico » (en) qui accueillera la COP 16.

### Logo
Pour identifier l'événement, un logo a été créé à partir de la fleur Inírida (Schoenocephalium teretifolium), endémique de la Colombie, et comprend également le slogan « Paz con la Naturaleza » (Paix avec la Nature). Le logo a été officiellement présenté le 28 février 2024 lors de l'Assemblée des Nations unies pour l'environnement à Nairobi, au Kenya, par la ministre de l'environnement Susana Muhamad et David Cooper, secrétaire exécutif par intérim de la Convention des Nations unies sur la diversité biologique (CDB).

### Présidence
La présidence de la conférence est assurée par la ministre de l'environnement de la Colombie, Susana Muhamad. En juin 2022, elle est chargée par le président élu Gustavo Petro de mener la transition au sein du ministère de l'Environnement et du Développement durable. Le 5 juillet, Petro confirme sa nomination en tant que ministre.  Lors de sa nomination, elle promeut l'interdiction, comme promis par Gustavo Petro lors de sa campagne présidentielle, de la fracturation hydraulique comme méthode d'extraction des hydrocarbures, qui est néfaste pour l'eau et l'équilibre des écosystèmes. Depuis des mois, elle participe à diverses conférences internationales à Dubaï, Londres ou New York pour promouvoir l'action de la Colombie en matière de transition énergétique, de lutte contre la déforestation et d'investissements innovants. La Colombie est d'ailleurs devenue le premier grand producteur d'hydrocarbures à signer l'appel à un traité de non-prolifération des combustibles fossiles,.

### Participants
Douze mille participants sont attendus dont 140 ministres et sept chefs d'État parmi lesquels le président du Brésil, Luiz Inácio Lula da Silva. Les organisateurs de l'événement ont annoncé en outre une participation « record » des acteurs économiques – banques, entreprises – et associatifs. De multiples actions sont programmées pour obtenir, analyser et critiquer les stratégies mises en oeuvre.

### Sécurité
Onze mille policiers et soldats colombiens, soutenus par du personnel de sécurité de l'ONU et des États-Unis, participeront à la sécurité de l'événement.

## Contexte
Le constat de l'urgence à agir est partagé. Selon les scientifiques, 75 % des écosystèmes ont été significativement dégradés par l'action humaine, 85 % des zones humides ont disparu et les espèces s'éteignent à un rythme accéléré. Un million d'entre elles sont menacées, dont un grand nombre dans les décennies à venir. Selon le WWF, qui a publié le 9 octobre 1984 le rapport « Planète vivante 2024 », les populations mondiales de vertébrés sauvages ont décliné de 73 % en moyenne depuis 1970. Or les implications économiques et sociales de cette crise sont graves. La moitié du PIB de la France dépend par exemple de la bonne santé de ses écosystèmes.
Durant la COP, des peuples autochtones ont manifesté, dont pour dénoncer les assassinats à leur encontre dans leurs actions de protection de l'environnement et de leurs territoires, la Colombie, qui prône ici « la paix avec la nature », étant aussi, souligne Le Monde, l'un des pays où les défenseurs de l'environnement risquent le plus d'être assassiné.

## Objectifs
Le Cadre mondial de la biodiversité de Kunming à Montréal adopté lors de la 15e COP sur la biodiversité en décembre 2022 fixe 4 objectifs mondiaux et 23 « cibles » mondiales à l'horizon 2050. Il s'agit principalement d'accroître la superficie des écosystèmes naturels, de mettre fin à l'extinction des espèces menacées connues et de garantir le financement des pays en développement pour protéger la nature. Lors de la COP16, les gouvernements seront notamment chargés d'examiner l'état de mise en œuvre du Cadre mondial de la biodiversité de Kunming-Montréal au travers notamment des différents plans nationaux mais aussi du niveau d'atteinte des différentes cibles.
Ainsi trois objectifs peuvent être définis pour cette COP :
- la mise en place concrète et détaillée du cadre décennal adopté à Montréal, avec l'examen des plans nationaux ;
- la question des financements ;
- le mécanisme de partage des avantages issus de la biodiversité.

## Plans nationaux
Au 16 octobre, seuls 29 pays sur 196 avaient respecté l'engagement de soumettre avant la COP16 une stratégie nationale pour la biodiversité censée refléter leur part des efforts mondiaux. Et 91 ont soumis des « cibles nationales », c'est-à-dire des engagements sur tout ou partie des objectifs, selon la convention des Nations unies sur la diversité biologique. Au final, seuls 44 des 196 pays ont établi un plan national présentant comment ils entendent appliquer l’accord de Kunming-Montréal, et 119 ont soumis des engagements sur tout ou partie des objectifs, selon le décompte officiel.

### Colombie
La Colombie présente son plan pour la biodiversité le 21 octobre 2024. Il comporte quatre objectifs et deux cibles à l'horizon 2030,, :
- planification participative : 19 millions d'hectares en perte d'intégrité écologique dans les territoires marins continentaux et côtiers, seront inclus de manière participative en tant que déterminants de l'aménagement du territoire avec des critères de biodiversité et d'adaptation au climat ;
- territoires dotés d'une intégrité écosystémique et de modèles régénératifs : La Colombie restaurera cinq millions d'hectares de terres dégradées ;
- stimuler l'économie de la biodiversité : elle contribuera à hauteur de 3 % du PIB national et 522 000 emplois seront créés grâce à des modèles d'économie de la biodiversité qui garantissent des alternatives productives durables basées sur la connaissance et l'innovation technologique pour générer de la valeur ajoutée ;
- d'ici 2030, l'objectif est de réduire de 50 % les économies illicites dans le pays, notamment le trafic d'espèces sauvages et les crimes environnementaux qui affectent l'environnement ;
- la Colombie aura protégé 34 % des zones terrestres, des eaux intérieures et des zones marines côtières (24 % sont actuellement en aires protégées) ;
- le pays aura mis en œuvre des modèles de financement durable.

### France
Le 31 juillet 2024, le gouvernement démissionnaire français a déposé ses objectifs nationaux, se déclinant en 40 mesures.

#### Aires marines protégées
La mesure 1 s'intitule « Renforcer la stratégie aires protégées pour atteindre les 10 % de surface en protection forte et bien gérer les 30 % d'aires protégées ». Annoncée par le Président de la RépubIique Ie 11 janvier 2021 à l'occasion du One Planet Summit, la stratégie nationale pour les aires protégées (SNAP) constitue la feuille de route de la France en matière d'aires protégées à horizon 2030. Les principaux défis de la SNAP consistent à : 
- atteindre l'objectif de 10 % en protection forte du territoire national et 5 % en Méditerranée. L'objectif de 30 % en aires protégées est atteint depuis février 2022 avec l'extension de la réserve naturelle nationale des Terres australes françaises (31,2 % du territoire terrestre national et 33,6 % des espaces maritimes sont couverts par des aires protégées) ;
- assurer une bonne qualité de la gestion de l'ensemble du réseau (aires protégées et zones de protection forte).

Si cet objectif s'inscrit bien dans trois des objectifs mondiaux, l'association BLOOM, oeuvrant pour la protection des écosystèmes marins, dénonce l'ambiguïté du discours de la France notamment dans le libellé de la mesure qui n'a rien de contraignant : 
- la « protection forte » est, selon cette association une aberration issue d'un décret adopté dans l'entre-deux tours de la présidentielle de 2002, inventée par la France pour contourner la définition européenne sur la « protection stricte » et permettre au lobby de la pêche industrielle de chaluter dans des aires marines censées être sanctuarisées ;
- la « bonne gestion des 30 % d'aires protégées » ne s'est pas traduite dans les faits en 2022-2024, puisque la France s'est opposée au Plan d'action pour l'océan de la Commission européenne, arguant que certaines dispositions conduiraient à impacter fortement la pêche artisanale dans les aires marines protégées (AMP). Ceci a conduit à un statu quo permettant la poursuite de l'intervention de chalutiers industriels. L'Espagne, la France et l'Italie concentrent à eux seuls plus de deux tiers de l'effort de pêche au chalut dans les AMP. L'AMP la plus chalutée en Europe est une AMP française : le Talus du golfe de Gascogne, qui concentre à lui seul plus de 200 000 heures de pêche au chalut en 2023[24],[25].

## UICN
En septembre 2024, lors de son Congrès français, l'UICN a réuni plus de 250 expert/es et représentant/es des organisations membres de son Comité français ; ils ont produit 32 recommandations de priorités internationales pour la conservation de la biodiversité (qui seront proposées au Congrès mondial de la nature de l'UICN, à Abu Dhabi en octobre 2025).
En octobre 2024, le Comité français de l'UICN a appelé à une stratégie financière visant à augmenter de 200 milliards de dollars par an les financements pour la biodiversité avant 2030, et à réformer ou supprimer les « financements néfastes » à hauteur de 500 milliards de dollars/an, pour combler un manque évalué à 700 milliards de dollars/an. En France, il faudrait 372,4 millions d'euros pour 2025 pour appliquer la stratégie nationale pour la biodiversité, tandis que les subventions nuisibles à la biodiversité sont d'environ 10,2 milliards d'euros. Pour l'UICN, réduire et réorienter ces subventions permettraient de financer les politiques de la biodiversité, diminuer les pressions sur la nature, et réaliser des économies budgétaires, ce qui semble possile en « verdissant » la finance grâce à des flux fiscaux et financiers alignés sur le Cadre mondial (cible 14), « sachant que les financements publics et privés néfastes à la nature ont été évalués à 6 700 milliards de dollars par le Programme des Nations Unies pour l'Environnement dans son dernier rapport sur l'état des financements pour la nature. ».
Le 28 octobre 2024, lors de la journée « Finance & Biodiversity », le Comité français de l'UICN a recommandé de contrôler les financements basés sur les « crédits biodiversité » et de ne pas les utiliser pour compenser les dommages à la biodiversité, car ils présentent des risques importants (« en matière de robustesse et d'intégrité. La plupart des écueils des crédits carbone concernent aussi la biodiversité. En particulier, il existe un risque important que l'achat de certificats biodiversité se substitue à l'évitement, la réduction et la compensation des impacts, pourtant prioritaires »).

## Conclusions
Lors de la dernière séance plénière (qui a duré toute la nuit du 1er au 2 novembre), les oppositions n'ont pu être levées, et le quorum des pays représentés (vérifié à la demande du Panama) n'était plus atteint. La levée de séance a conduit à laisser en suspens la question d'un nouveau fonds financier. Deux avancées majeures sont soulignées par les observateurs :  la création d'un organe représentant les peuples autochtones et la création d'un nouveau fonds mondial (« Fonds Cali ») pour un partage équitable des ressources génétiques issues de la biodiversité.

### Financements

#### Engagements globaux lors de la COP 15
Lors de la conférence de Montréal, les États se sont engagés à mobiliser 200 milliards de dollars de fonds publics et privés chaque année (184 milliards d'euros) pour la mise en œuvre du cadre mondial, notamment les actions de conservation de la nature et l'accompagnement des secteurs économiques dans leur transformation. Par ailleurs le cadre mondial prévoit que l'aide publique au développement atteigne au moins 20 milliards de dollars par an d'ici à 2025 et 30 milliards de dollars d'ici à 2030. Dans un rapport récent, l'Organisation de coopération et de développement économiques (OCDE) note que le montant de cette aide a fortement progressé pour atteindre 15,4 milliards de dollars en 2022,.
Dans son rapport Planète vivante 2024, le WWF considère que ce montant de 200 milliards de dollars est très en-deçà des vrais besoins. À l'échelle mondiale, plus de la moitié du PIB (55 %) — soit un montant estimé à 58 000 milliards de dollars — dépend partiellement ou entièrement de la nature et de ses services. Pourtant, le système économique actuel accorde à la nature une valeur proche de zéro, ce qui entraîne une exploitation non durable des ressources naturelles, une dégradation de l'environnement et un changement climatique. Les financements sont orientés vers des activités qui alimentent les crises de la nature et du climat : les financements privés, les avantages fiscaux et les subventions qui exacerbent le changement climatique, la perte de biodiversité et la dégradation des écosystèmes, sont estimés à près de 7 000 milliards de dollars américains par an, soit 7 % du PIB mondial. De sorte que les 200 milliards de dollars représentent une somme dérisoire.
Selon le WWF, en réorientant seulement 7,7 % des flux financiers « négatifs », le déficit de financement pour les solutions fondées sur la nature pourrait être comblé et fournir des bénéfices pour la nature, le climat et le bien-être des humains grâce à la protection, à la restauration et à la gestion durable des terres et des eaux.

#### Initiatives de financements dédiés: crédits biodiversité
En juin 2023, lors du Sommet pour un nouveau pacte financier mondial organisé à Paris, la France et le Royaume-Uni ont lancé une initiative commune visant à mettre en place « des marchés de crédits biodiversité à haute intégrité ». Le comité consultatif international (IAPB) mis en place dans ce cadre, coprésidé par Amelia Fawcet et Sylvie Goulard, doit présenter les résultats de ses travaux lors de la COP de Cali.
Des initiatives similaires comme la Biodiversity Credit Alliance (BCA), la Coalition for Private Investment in Conservation (CPIC) et le Forum économique mondial participent activement à l'émergence des marchés de crédits biodiversité. La mission économie de la biodiversité de la Caisse des dépôts et consignations dénombre ainsi une cinquantaine d'initiatives impliquées dans les crédits biodiversité, dont elle a établi une cartographie publiée dans un dossier paru en juillet 2024 et qui fait référence,.

#### Fonds mondial pour la biodiversité
Le fonds du cadre mondial pour la biodiversité (Global Biodiversity Framework Fund – GBFF, créé à la COP15 pour appuyer les stratégies nationales pour la biodiversité dans les pays du Sud), a été abondé, mais pas à la hauteur espérée. Après les contributions initiales du Canada, Japon, Luxembourg et de l'Espagne pour un montant de 245 millions d'euros, il passe à 396 millions de dollars, avec les engagements de la France et d'autres pays (163 millions de dollars d'engagements ajoutés). Le projet d'un cadre de suivi plus rigoureux des engagements des Etats, soutenu par la France La France et plusieurs pays du Nord, pour mieux connaître l'état d'avancement des cibles du cadre mondial et en pousser l'ambition, n'a pas été adopté, ni le  modalités de l'évaluation mondiale (à faire en 2026).
Il n'a par contre pas été possible de créer un nouveau fonds autonome pour remplacer l'actuel, les pays développés s'y étant opposés pour des raisons de coût et d'efficacité

### Création d'un organe représentant les peuples autochtones
Un organe subsidiaire pour les peuples autochtones et les communautés locales est créé au sein de la Convention sur la Diversité Biologique. Il donnera son avis sur l'élaboration et la mise en œuvre de mesures devant « respecter, préserver et maintenir les connaissances, innovations et pratiques des peuples autochtones et communautés locales qui incarnent des modes de vie traditionnels présentant un intérêt pour la conservation et l'utilisation durable de la diversité biologique ». Il est demandé aux Etats de faciliter la participation pleine et effective des personnes d'ascendance africaine ; et un plan d'action a été adopté pour les peuples autochtones et communautés locales, avec 8 axes et plus de 20 objectifs à atteindre avant 2030.
Le 26 octobre 2024, un « G9 de l'Amazonie autochtone » est également été lancé par des peuples des neuf États qui se partagent la plus grande forêt du monde, dont la France et la Colombie.

### Mécanisme de partage des avantages issus de la biodiversité
Les États devaient également définir lors de cette COP le contour d'un mécanisme financier adopté in extremis dans l'Accord de Kunming-Montréal. Les discussions devaient porter sur le « partage équitable » des bénéfices issus de l'exploitation des données génétiques numérisées. Souvent prélevées dans des pays du Sud riches en biodiversité, ces séquences génétiques provenant de plantes, d'animaux ou de micro-organismes sont notamment utilisées par l'industrie pharmaceutique, par exemple pour produire des médicaments ou d'autres molécules d'intérêt commercial.
Le partage équitable des ressources génétiques devrait finalement être amélioré grâce à un nouveau fonds mondial ("Fonds Cali"), qui devrait être alimenté par toutes les entreprises (cosmétiques et pharmaceutiques notamment) utilisant les informations numériques sur les ressources génétiques (DSI) : elles sont invitées à verser une contribution volontaire (0,1 % de leur revenus ou 1 % de leurs bénéfices) à ce fonds géré sous l'égide de l'ONU. Il sera dédié pour moitié pour les pays et pour moitié pour les peuples autochtones et communautés locales ayant préservé ces ressources génétiques (plusieurs pays, dont la France ont voulu que cette contribution reste volontaire ; on ignore donc à quelle hauteur se fond sera abondé).

### Échec sur le renforcement de la protection de la biodiversité
L'objectif est de protéger 30 % de la biodiversité de la planète d'ici à 2030, mais seuls 17,6 % des terres et des eaux intérieures et 8,4 % des océans et zones côtières se trouvent aujourd'hui dans des zones protégées, selon le rapport Protected Planet(Nouvelle fenêtre). La COP 16 n'a pu aboutir à réhausser les efforts mondiaux en la matière. 
Les Zones marines d'importance écologique ou biologique (ZIEB / EBSA en anglais) ont néanmoins fait l'objet de modalités d'actualisation et d'identification . Il en existait plus de 300, mais cette révision, qui devrait augmenter leur nombre, avait été mise en attente depuis la COP13 de 2016. En lien avec la proche entrée en vigueur du Traité international sur la haute mer (BBNJ) qui impose la création d'un réseau d'aires marines protégées en haute mer (60 % de l'océan, mais seulement 1,45 % des aires marines protégées selon l'UICN et du PNUE).

## Prochaine COP
Prévue pour 2026, la prochaine COP se tiendra en Europe, en Arménie (choix issu d'un vote à bulletin secret),.